# Pellenes frischi
Pellenes frischi es una especie de araña saltarina del género Pellenes, familia Salticidae. Fue descrita científicamente por Audouin en 1826.
Habita en Egipto.